# 1876 (numero)
Milleottocentosettantasei (1876) è il numero naturale dopo il 1875 e prima del 1877.

## Proprietà matematiche
- È un numero pari.
- È un numero composto da 12 divisori: 1, 2, 4, 7, 14, 28, 67, 134, 268, 469, 938, 1876. Poiché la somma dei suoi divisori (escluso il numero stesso) è 1932 > 1876, è un numero abbondante.
- È un numero congruente.
- È un numero semiperfetto in quanto pari alla somma di alcuni (o tutti) i suoi divisori.
- È un numero malvagio.
- È parte delle terne pitagoriche (1407, 1876, 2345), (1876, 3015, 3551), (1876, 4293, 4685), (1876, 6432, 6700), (1876, 8880, 9076), (1876, 13065, 13199), (1876, 17907, 18005), (1876, 31395, 31451), (1876, 62832, 62860), (1876, 125685, 125699), (1876, 219957, 219965), (1876, 439920, 439924), (1876, 879843, 879845).

## Astronomia
- 1876 Napolitania è un asteroide della fascia principale del sistema solare.

## Astronautica
- Cosmos 1876 è un satellite artificiale russo.